# Ланкастер, Берт
Бе́ртон Сти́вен Ла́нкастер (англ. Burton Stephen Lancaster; 2 ноября 1913 — 20 октября 1994) — американский актёр, продюсер и политический активист. Один из самых успешных актёров в истории американского кино. Обладатель премий «Оскар» и «Золотой глобус», двух премий BAFTA, а также призёр Венецианского и Берлинского кинофестивалей.

## Ранние годы
Ланкастер родился 2 ноября 1913 года в Манхэттене, Нью-Йорк, в семье Элизабет Робертс и почтового служащего Джеймса Ланкастера. Его родственники с обеих сторон были эмигрантами из Великобритании (все четыре его бабушки и дедушки были из ирландского Ольстера, но лишь бабушка и дедушка по отцовской линии были урождёнными ирландцами; бабушка и дедушка по материнской линии были потомками английских иммигрантов).
Обладая высоким ростом и недюжинной физической силой, удачно играл в бейсбол. Поступил в колледж, решив стать преподавателем физкультуры, но был отчислен со второго курса и устроился работать в цирк акробатом. Там в 1935—1938 годах он работал в паре с Ником Краватом, который позднее также стал актёром кино и телевидения, каскадёром.

## Карьера

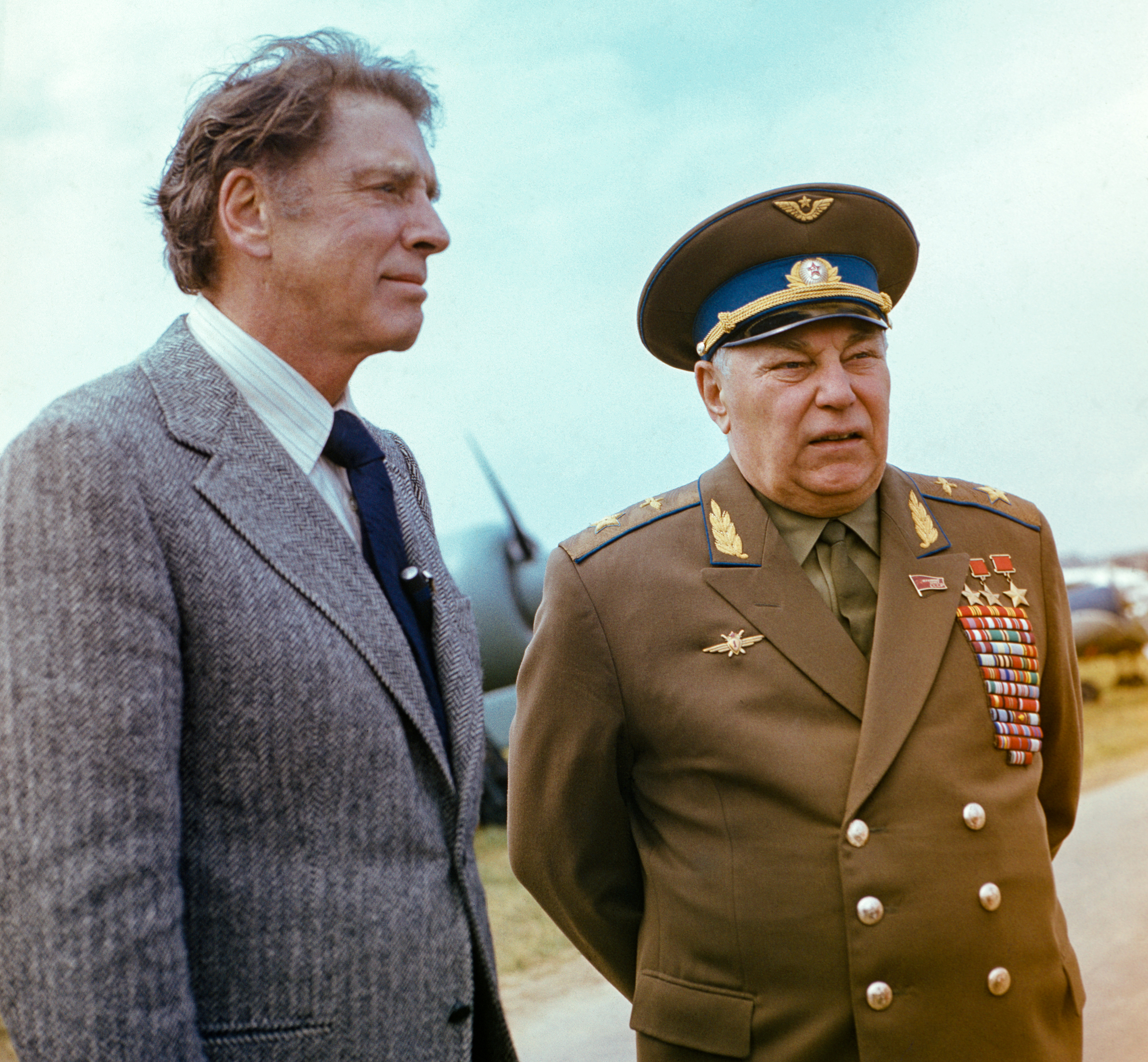
Маршал авиации А.И. Покрышкин и Берт Ланкастер во время съемки документального сериала «Великая Отечественная», Москва, 1978 год, автор фото: Лев Медведев

Цирковая карьера Ланкастера закончилась в 1941 году, когда он сильно повредил правую руку. Поступил контролёром в крупный чикагский универсам, затем перешёл на работу в нью-йоркское концертное бюро. Будучи призван на фронт после начала второй мировой войны, выступал в эстрадной бригаде, развлекавшей американских солдат в Северной Африке, Италии и Австрии.
После окончания войны случайно познакомился в Нью-Йорке с ассистентом театрального продюсера, которому для бродвейского спектакля «Звуки охоты» нужен был высокий и стройный актёр на роль военного. Хотя пьеса провалилась, кинокритики благожелательно отозвались о дебютанте, и он получил сразу семь предложений сниматься в кино. По совету своего агента начинающий актёр решил сыграть полицейского в уголовной драме «Ярость пустыни». Несмотря на то, что роль Ланкастеру не удалась, его заметили другие режиссёры и продюсеры.
В 1946 году сыграл в классическом фильме нуар «Убийцы» Роберта Сиодмака, за которым последовали снятый в аналогичном стиле «Крест-накрест» (1949) и мелодрама «Извините, ошиблись номером» (1948).
В 1950 году последовала удачная роль «итальянского Робин Гуда» XII века Дардо Бартолли в костюмно-приключенческой картине Жака Турнёра «Огонь и стрела». Цирковое прошлое помогло Ланкастеру исполнить в этой картине ряд головокружительных акробатических трюков.
В 1954 году он неожиданно для многих исполнил роль индейца Массаи в приключенческой картине Роберта Олдрича «Апач». Захватывающая приключенческая история, поставленная по роману Пола И. Уэллмана «Апач Бронко», насыщенная трюками и погонями, стала одной из первых лент в мировом кинематографе, рассказывающих об угнетении белыми американцами коренного населения Соединённых Штатов.
В 1954 году Ланкастер при участии продюсера Гарольда Хекта (позднее к ним присоединился продюсер Джеймс Хилл) основал собственную студию «Hill-Hecht-Lancaster Productions», приложив тем самым руку к развалу классической студийной системы Голливуда. Основной задачей студии Ланкастера была демонстрация различных сторон его таланта, и он играл в фильмах всех жанров — от ковбойских вестернов до слезливых мелодрам. Студия просуществовала до 1960 года.
За роль в фильме «Отныне и во веки веков» (1953) Ланкастер был номинирован на «Оскар». Сцена, в которой он страстно целует партнёршу в волнах набегающего гавайского прибоя, стала одной из самых известных в истории Голливуда и сделала Ланкастера настоящим секс-символом.
Не желая оставаться в плену этого типажа, актёр начинает много работать с европейскими режиссёрами, в особенности Лукино Висконти и Бернардо Бертолуччи. Едва ли не самую яркую свою роль — потомственного сицилийского аристократа по прозвищу «Леопард» — Ланкастер сыграл у Висконти в одноимённом фильме, удостоенном «Золотой пальмовой ветви».
Принял участие в работе над кино-эпопеей «Великая Отечественная» (в английской версии — «Неизвестная война») в качестве комментатора со стороны США.
Последними заметными работами в кино стали британский полковник Энтони Дёрнфорд в историческом боевике Дугласа Хикокса «Рассвет зулусов» (1979) и ушедший на покой авантюрист Лу Паскаль в фильме Луи Маля «Атлантик-Сити» (1981), которая принесла ему номинацию на премию «Оскар».

## Политический активизм
Ланкастер был демократом, в разные годы активно поддерживая политиков Юджина Маккарти, Джорджа Макговерна и Майкла Дукакиса. Он неоднократно становился целью федеральных расследований: в 1940-х годах он подозревался в связях с Коммунистической партией США, в 1950-х — в гомосексуальном поведении, а в 1960-х — в связях с Конгрессом по гражданским правам. Ланкастер также входил в список врагов Никсона.
Ланкастер был активным противником движения маккартизма. В 1947 году он подписал обращение к конгрессу США с призывом к расформированию Комиссии по расследованию антиамериканской деятельности. Он также был членом недолго просуществовавшего Комитета по защите первой поправки, сформированного в поддержку «голливудской десятки», и вместе с его членами протестовал против публичных слушаний Комиссии.
Ланкастер также активно выступал против Вьетнамской войны. Осенью 1972 года он оплатил успешную защиту солдата, обвинявшегося во фрэггинге.
В 1963 году Ланкастер и его супруга Норма в преддверии марша на Вашингтон провели благотворительный вечер в поддержку Мартина Лютера Кинга и Конференции лидеров студенческого многообразия (SDLC). Ланкастер также посетил сам марш 28 августа, где выступил с речью, которую изначально должен был произнести Джеймс Болдуин.
В 1968 году Ланкастер был избран на пост руководителя фонда Роджера Болдуина, основанного как часть Американского союза защиты гражданских свобод. Он оставался сторонником организации на протяжении своей жизни и проводил в её поддержку благотворительные вечера. В 1988 году он принял участие в съёмках телевизионной кампании в поддержку союза.
После диагноза ВИЧ-инфекции, поставленного его другу Року Хадсону, Ланкастер стал активным борцом против СПИДа. Он зачитал обращение Хадсона на благотворительном вечере по сбору средств «Commitment to Life», проведённом в сентябре 1985 года, а также выступил одним из его сопредседателей. В 1986 году Ланкастер появился на постере в поддержку СПИД-организации «Aid for AIDS».

## Личная жизнь
Ланкастер был женат трижды. Два его первых брака, на воздушной гимнастке Джун Эрнст с 1935 по 1940 год, и стенографистке Норме Андерсон с 1946 по 1969 год, закончились разводом. От брака с Андерсон у Ланкастера было пятеро детей — сыновья Билл и Джеймс, и дочери Сьюзан, Джоанна и Шейла. С 1990 года и до своей смерти в 1994 году он был женат на Сьюзан Мартин.
Ряд источников, в том числе биограф Ланкастера Кейт Буфорд, утверждают, что он был бисексуален.

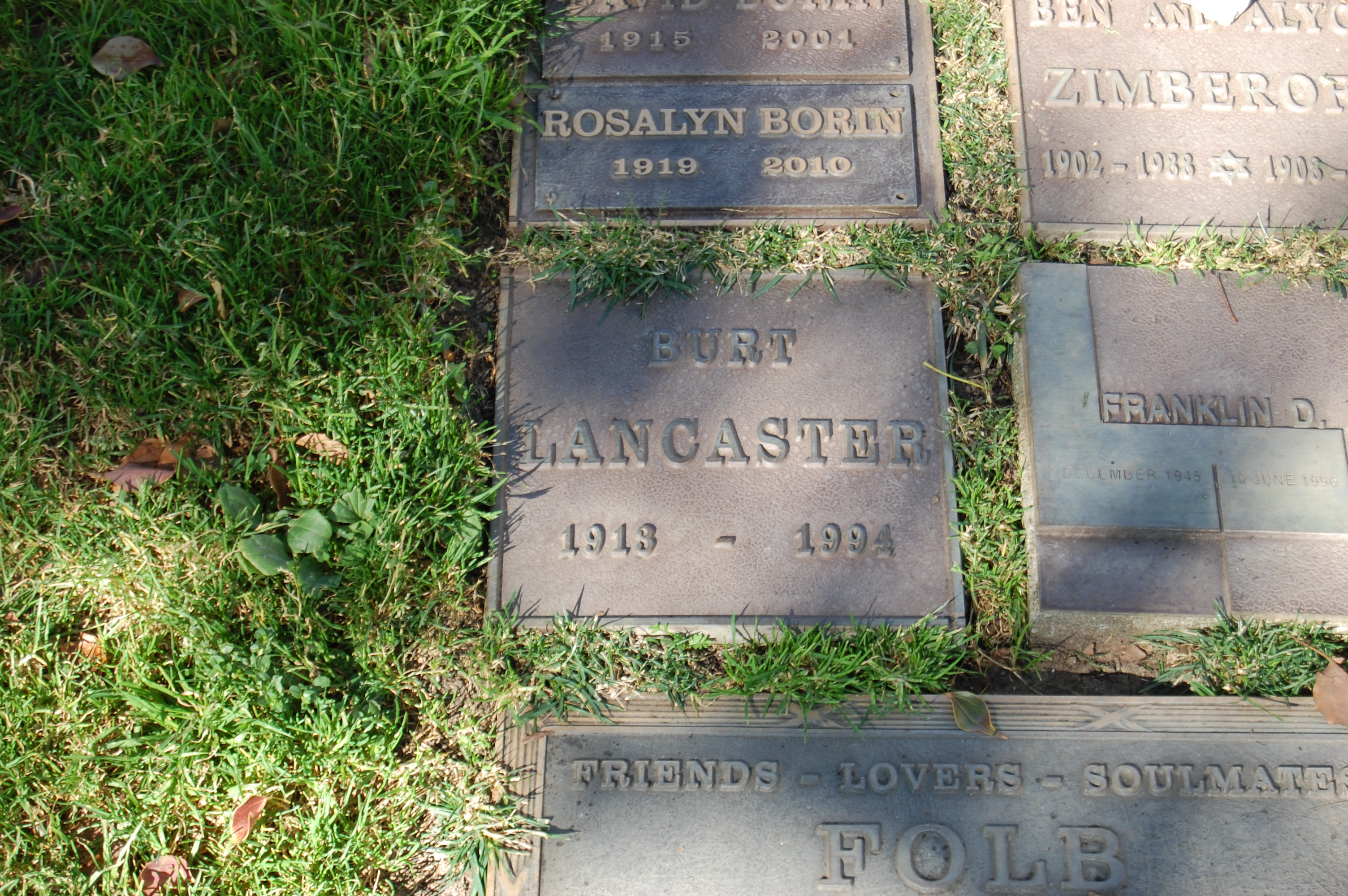
Могила Ланкастера

Ланкастер был атеистом.

## Проблемы со здоровьем и смерть
С годами Ланкастера всё больше мучил атеросклероз, из-за которого в январе 1980 года он едва пережил рутинную операцию на жёлчном пузыре. В 1983 году, после двух микроинфарктов, Ланкастеру провели срочную операцию по четырёхстороннему шунтированию. Несмотря на крайнюю слабость, он продолжал съёмки в кино и активистскую деятельность, и в 1988 году присутствовал на встрече, организованной в знак протеста против предпринятой Тедом Тёрнером колоризации фильмов 1930—1940-х годов. В ноябре 1990 Ланкастер пережил тяжёлый инсульт, после которого остался частично парализован и почти лишился речи.
20 октября 1994 года в 4:50 утра по местному времени Ланкастер скончался от третьего инфаркта в своём доме в Сенчери-Сити, Лос-Анджелес. Согласно его воле, поминальные и похоронные службы не проводились. Тело Ланкастера было кремировано, а прах был захоронен на Вествудском кладбище.

## Фильмография

### Кино
| Год  | Название на русском              | Оригинальное название                                          | Роль                                   | Примечания         |
| ---- | -------------------------------- | -------------------------------------------------------------- | -------------------------------------- | ------------------ |
| 1946 | Убийцы                           | The Killers                                                    | Оле «Швед» Андерсен                    |                    |
| 1947 | Грубая сила                      | Brute Force                                                    | Джо Коллинз                            |                    |
| 1947 | Ярость пустыни                   | Desert Fury                                                    | Том Хэнсон                             |                    |
| 1947 | Девушка из варьете               | Variety Girl                                                   | в роли самого себя                     |                    |
| 1948 | Я всегда одинок                  | I Walk Alone                                                   | Фрэнки Мэдисон                         |                    |
| 1948 | Все мои сыновья                  | All My Sons                                                    | Крис Келлер                            |                    |
| 1948 | Извините, ошиблись номером       | Sorry, Wrong Number                                            | Генри Стивенсон                        |                    |
| 1948 | Поцелуями сотри кровь с моих рук | Kiss the Blood Off My Hands                                    | Билл Сондерс                           |                    |
| 1949 | Крест-накрест                    | Criss Cross                                                    | Стив Томпсон                           |                    |
| 1949 | Верёвка из песка                 | Rope of Sand                                                   | Майк Дейвис                            |                    |
| 1950 | Огонь и стрела                   | The Flame and the Arrow                                        | Дардо Бартоли                          |                    |
| 1950 | Мистер 880                       | Mister 880                                                     | Стив Бьюкенен                          |                    |
| 1951 | Долина мести                     | Vengeance Valley                                               | Оуэн Дэйбрайт                          |                    |
| 1951 | Джим Торп: Настоящий американец  | Jim Thorpe — All-American                                      | Джим Торп                              |                    |
| 1951 | Десять высоких мужчин            | Ten Tall Men                                                   | сержант Майк Кинкейд                   |                    |
| 1952 | Красный корсар                   | The Crimson Pirate                                             | капитан Валло                          |                    |
| 1952 | Вернись, малышка Шеба            | Come Back, Little Sheba                                        | Док Дилейни                            |                    |
| 1953 | Женщина южных морей              | South Sea Woman                                                | сержант Джеймс О’Хирн                  |                    |
| 1953 | Отныне и во веки веков           | From Here to Eternity                                          | сержант Милтон Уорден                  |                    |
| 1953 | Три моряка и девушка             | Three Sailors and a Girl                                       | моряк                                  | не указан в титрах |
| 1954 | Хозяин острова О’Киф             | His Majesty O’Keefe                                            | капитан Дэвид Дайон О’Киф / рассказчик |                    |
| 1954 | Апач                             | Apache                                                         | Массаи                                 |                    |
| 1954 | Веракрус                         | Vera Cruz                                                      | Джо Эрин                               |                    |
| 1955 | Человек из Кентукки              | The Kentuckian                                                 | Элайас Уэйкфилд                        |                    |
| 1955 | Татуированная роза               | The Rose Tattoo                                                | Альваро Манджакавалло                  |                    |
| 1956 | Трапеция                         | Trapeze                                                        | Майк Риббл                             |                    |
| 1956 | Продавец дождя                   | The Rainmaker                                                  | Билл Старбак                           |                    |
| 1957 | Перестрелка в О.К. Коррал        | Gunfight at the O.K. Corral                                    | Уайетт Эрп                             |                    |
| 1957 | Сладкий запах успеха             | Sweet Smell of Success                                         | Джей Джей Хансекер                     |                    |
| 1958 | Идти тихо, идти глубоко          | Run Silent Run Deep                                            | лейтенант Джим Бледсоу                 |                    |
| 1958 | За отдельными столиками          | Separate Tables                                                | Джон Малкольм                          |                    |
| 1959 | Ученик дьявола                   | The Devil’s Disciple                                           | преподобный Энтони Андерсон            |                    |
| 1960 | Непрощённая                      | The Unforgiven                                                 | Бен Закари                             |                    |
| 1960 | Элмер Гантри                     | Elmer Gantry                                                   | Элмер Гантри                           |                    |
| 1961 | Юные дикари                      | The Young Savages                                              | Хэнк Белл                              |                    |
| 1961 | Нюрнбергский процесс             | Judgment at Nuremberg                                          | доктор Эрнст Яннинг                    |                    |
| 1962 | Любитель птиц из Алькатраса      | Birdman of Alcatraz                                            | Роберт Страуд                          |                    |
| 1963 | Ребёнок ждёт                     | A Child Is Waiting                                             | доктор Мэттью Кларк                    |                    |
| 1963 | Леопард                          | Il Gattopardo                                                  | князь дон Фабрицио Корбера ди Салина   |                    |
| 1963 | Список Эдриана Мессенджера       | The List of Adrian Messenger                                   | защитник прав животных                 |                    |
| 1964 | Семь дней в мае                  | Seven Days in May                                              | генерал Джеймс Маттун Скотт            |                    |
| 1964 | Поезд                            | The Train                                                      | Поль Лябиш                             |                    |
| 1965 | Тропа Аллилуйя                   | The Hallelujah Trail                                           | полковник Таддеуш Герхарт              |                    |
| 1966 | Профессионалы                    | The Professionals                                              | Билл Долуорт                           |                    |
| 1968 | Охотники за скальпами            | The Scalphunters                                               | Джо Басс                               |                    |
| 1968 | Пловец                           | The Swimmer                                                    | Нед Меррилл                            |                    |
| 1969 | Охрана замка                     | Castle Keep                                                    | майор Абрахам Фалконер                 |                    |
| 1969 | Мотыльки на ветру                | The Gypsy Moths                                                | Майк Реттиг                            |                    |
| 1970 | Аэропорт                         | Airport                                                        | Мел Бейкерсфелд                        |                    |
| 1971 | Представитель закона             | Lawman                                                         | Джаред Мэддокс                         |                    |
| 1971 | Вальдес идёт                     | Valdez Is Coming                                               | маршал Боб Вальдес                     |                    |
| 1972 | Набег Ульзаны                    | Ulzana’s Raid                                                  | Макинтош                               |                    |
| 1973 | Скорпион                         | Scorpio                                                        | Кросс                                  |                    |
| 1973 | Привести в исполнение            | Executive Action                                               | Джеймс Фаррингтон                      |                    |
| 1974 | Человек полуночи                 | The Midnight Man                                               | Джим Слейд                             |                    |
| 1974 | Семейный портрет в интерьере     | Gruppo di famiglia in un interno                               | профессор                              |                    |
| 1976 | Двадцатый век                    | Novecento                                                      | Альфредо Берлингьери                   |                    |
| 1976 | Баффало Билл и индейцы           | Buffalo Bill and the Indians, or Sitting Bull’s History Lesson | Нед Бантлайн                           |                    |
| 1976 | Перевал Кассандры                | The Cassandra Crossing                                         | полковник Стивен Маккензи              |                    |
| 1977 | Последний отблеск сумерек        | Twilight’s Last Gleaming                                       | генерал Лоуренс Делл                   |                    |
| 1977 | Остров доктора Моро              | The Island of Dr. Moreau                                       | доктор Пол Моро                        |                    |
| 1978 | Иди и скажи спартанцам           | Go Tell the Spartans                                           | майор Эйса Баркер                      |                    |
| 1979 | Рассвет зулусов                  | Zulu Dawn                                                      | полковник Энтони Дарнфорд              |                    |
| 1980 | Атлантик-Сити                    | Atlantic City                                                  | Лу Паскаль                             |                    |
| 1981 | Скотница Энни и маленькая попка  | Cattle Annie and Little Britches                               | Билл Дулин                             |                    |
| 1981 | Кожа                             | La pelle                                                       | генерал Марк Кларк                     |                    |
| 1983 | Местный герой                    | Local Hero                                                     | Феликс Хаппер                          |                    |
| 1983 | Уикенд Остермана                 | The Osterman Weekend                                           | Максвелл Дэнфорт                       |                    |
| 1985 | Маленькое сокровище              | Little Treasure                                                | Делберт Тешмакер                       |                    |
| 1986 | Крутые ребята                    | Tough Guys                                                     | Гарри Дойл                             |                    |
| 1987 | День первый                      | Il giorno prima                                                | доктор Херберт Монро                   |                    |
| 1988 | Ракета на Гибралтар              | Rocket Gibraltar                                               | Ливай Рокуэлл                          |                    |
| 1988 | Ювелирная лавка                  | La Bottega dell’orefice                                        | ювелир                                 |                    |
| 1989 | Поле его мечты                   | Field of Dreams                                                | Арчибальд «Мунлайт» Грэм               |                    |

### Телевидение
| Год  | Название на русском                                | Оригинальное название                        | Роль                              | Примечания                                                              |
| ---- | -------------------------------------------------- | -------------------------------------------- | --------------------------------- | ----------------------------------------------------------------------- |
| 1974 | Моисей                                             | Moses the Lawgiver                           | Моисей                            | мини-сериал; основная роль                                              |
| 1976 | Победа в Энтеббе                                   | Victory at Entebbe                           | Шимон Перес                       | телефильм                                                               |
| 1978 | Неизвестная война "Великая Отечественная (сериал)" | Unknown War "Великая Отечественная (сериал)" | рассказчик со стороны США         | документальный телевизионный сериал советско-американского производства |
| 1982 | Жизнь Верди                                        | Verdi                                        | рассказчик                        | мини-сериал; озвучка английской версии                                  |
| 1982 | Марко Поло                                         | Marco Polo                                   | Теобальдо Висконти                | мини-сериал; эпизод: Episode #1.2                                       |
| 1985 | Скандальный листок                                 | Scandal Sheet                                | Харольд Фоллен                    | телефильм                                                               |
| 1986 | Барнум                                             | Barnum                                       | Финеас Тейлор Барнум              | телефильм                                                               |
| 1986 | Орлиные крылья                                     | On Wings of Eagles                           | лейтенант-полковник Артур Саймонс | мини-сериал; 2 эпизода                                                  |
| 1986 | Отцы и сыновья                                     | Väter und Söhne — Eine deutsche Tragödie     | тайный советник Карл Юлиус Дайц   | мини-сериал; 2 эпизода                                                  |
| 1989 | Полицейские                                        | Cops                                         | диктор                            | телесериал; эпизод: Broward Country, FL 1                               |
| 1989 | Обручённые                                         | I promessi sposi                             | кардинал Федерико Борромео        | мини-сериал; основная роль                                              |
| 1990 | Призрак Оперы                                      | The Phantom of the Opera                     | Жерар Карье                       | мини-сериал; основная роль                                              |
| 1990 | Террор на борту                                    | Voyage of Terror: The Achille Lauro Affair   | Леон Клингхоффер                  | телефильм                                                               |
| 1991 | Разделённые, но равные                             | Separate but Equal                           | Джон Уильям Дэвис                 | мини-сериал                                                             |

## Награды и номинации
| Награда                                | Год  | Категория                                       | Работа                       | Результат |
| -------------------------------------- | ---- | ----------------------------------------------- | ---------------------------- | --------- |
| Оскар                                  | 1954 | Лучшая мужская роль                             | Отныне и во веки веков       | Номинация |
| Оскар                                  | 1961 | Лучшая мужская роль                             | Элмер Гантри                 | Победа    |
| Оскар                                  | 1963 | Лучшая мужская роль                             | Любитель птиц из Алькатраса  | Номинация |
| Оскар                                  | 1982 | Лучшая мужская роль                             | Атлантик-Сити                | Номинация |
| Золотой глобус                         | 1957 | Лучшая мужская роль — драма                     | Продавец дождя               | Номинация |
| Золотой глобус                         | 1961 | Лучшая мужская роль — драма                     | Элмер Гантри                 | Победа    |
| Золотой глобус                         | 1963 | Лучшая мужская роль — драма                     | Любитель птиц из Алькатраса  | Номинация |
| Золотой глобус                         | 1982 | Лучшая мужская роль — драма                     | Атлантик-Сити                | Номинация |
| Золотой глобус                         | 1991 | Лучшая мужская роль — мини-сериал или телефильм | Призрак Оперы                | Номинация |
| BAFTA                                  | 1961 | Лучшая мужская роль (иностранцы)                | Элмер Гантри                 | Номинация |
| BAFTA                                  | 1963 | Лучшая мужская роль (иностранцы)                | Любитель птиц из Алькатраса  | Победа    |
| BAFTA                                  | 1982 | Лучшая мужская роль                             | Атлантик-Сити                | Победа    |
| BAFTA                                  | 1984 | Лучшая мужская роль второго плана               | Местный герой                | Номинация |
| Берлинский кинофестиваль               | 1956 | «Серебряный медведь» за лучшую мужскую роль     | Трапеция                     | Победа    |
| Общество кинокритиков Бостона          | 1982 | Лучшая мужская роль                             | Атлантик-Сити                | Победа    |
| Давид ди Донателло                     | 1974 | Жизненные достижения                            | н/д                          | Победа    |
| Давид ди Донателло                     | 1975 | Лучший иностранный актёр                        | Семейный портрет в интерьере | Победа    |
| Давид ди Донателло                     | 1981 | Лучший иностранный актёр                        | Атлантик-Сити                | Победа    |
| Серебряные видеокадры                  | 1976 | Лучший иностранный актёр                        | Семейный портрет в интерьере | Победа    |
| Серебряные видеокадры                  | 1982 | Лучший иностранный актёр                        | Атлантик-Сити                | Победа    |
| Джини                                  | 1981 | Лучший иностранный актёр                        | Атлантик-Сити                | Номинация |
| Круг кинокритиков Канзаса-Сити         | 1981 | Лучшая мужская роль                             | Атлантик-Сити                | Победа    |
| Ассоциация кинокритиков Лос‑Анджелеса  | 1981 | Лучшая мужская роль                             | Атлантик-Сити                | Победа    |
| Национальное общество кинокритиков США | 1982 | Лучшая мужская роль                             | Атлантик-Сити                | Победа    |
| Круг кинокритиков Нью-Йорка            | 1953 | Лучшая мужская роль                             | Отныне и во веки веков       | Победа    |
| Круг кинокритиков Нью-Йорка            | 1960 | Лучшая мужская роль                             | Элмер Гантри                 | Победа    |
| Круг кинокритиков Нью-Йорка            | 1981 | Лучшая мужская роль                             | Атлантик-Сити                | Победа    |
| Премия Гильдии киноактёров США         | 1992 | Вклад в кинематограф                            | н/д                          | Победа    |
| Венецианский кинофестиваль             | 1955 | Кубок Вольпи за лучшую мужскую роль             | Человек из Кентукки          | Номинация |
| Венецианский кинофестиваль             | 1962 | Кубок Вольпи за лучшую мужскую роль             | Любитель птиц из Алькатраса  | Победа    |